# Zion (Illinois)
Zion è un comune degli Stati Uniti d'America, situato nell'Illinois, nella contea di Lake.